# Lochearnhead
Lochearnhead (Schots-Gaelisch: Ceann Loch Èireann) is een dorp in Perthshire aan de voet van Glen Ogle aan het westelijke uiteinde van Loch Earn.  Het ligt in de historische regio Breadalbane en het Nationaal park Loch Lomond en de Trossachs. 
Lochearnhead ligt op het punt waar de A84 naar Callander en Stirling afsplitst van de A85. De A85 komt van Oban en Crianlarich en gaat verder langs Loch Earn naar Crieff en Perth.